# Parelasmopus
Parelasmopus is een geslacht van vlokreeften uit de familie van de Maeridae. De wetenschappelijke naam van het geslacht is voor het eerst geldig gepubliceerd door Thomas Roscoe Rede Stebbing in 1888. De naam wijst op de grote overeenkomst met het geslacht Elasmopus Costa.
Stebbing noemde als eerste soort van dit geslacht Parelasmopus suluensis, die oorspronkelijk was beschreven als Gammarus suluensis door James Dwight Dana in 1852. Stebbing baseerde zijn beschrijving van het geslacht op een specimen verzameld tijdens de Challenger-expeditie in de Straat van Torres tussen Kaap York en Papoea-Nieuw-Guinea, waarvan hij concludeerde dat het een P. suluensis was. Later is gebleken dat hij zich had vergist; het was een P. suensis waarop hij zich had gebaseerd. Daarom hebben Lowry en Hughes in 2009 deze soort die oorspronkelijk door W.A. Haswell als Megamoera suensis was beschreven, aangeduid als de typesoort van het geslacht in de plaats van P. suluensis.

## Soorten[3]
- Parelasmopus albidus (Dana, 1852)
- Parelasmopus aumogo Hughes, 2011
- Parelasmopus cymatilis Lowry & Hughes, 2009
- Parelasmopus dancaui Ortiz & Lalana, 1997
- Parelasmopus echo J.L. Barnard, 1972
- Parelasmopus mallacootaformis Ledoyer, 1984
- Parelasmopus setiger Chevreux, 1901
- Parelasmopus siamensis Wongkamhaeng, Coleman & Pholpunthin, 2013
- Parelasmopus sowpigensis Lowry & Springthorpe, 2005
- Parelasmopus suensis (Haswell, 1879)
- Parelasmopus suluensis (Dana, 1853)
- Parelasmopus ya J.L. Barnard, 1972
- Parelasmopus zelei Ledoyer, 1983